# دانيال بالدوين
دانيال بالدوين (بالإنجليزية: Daniel Baldwin)‏ مواليد 5 أكتوبر 1960 في ماسابيكوا، الولايات المتحدة، هو ممثل ومخرج ومنتج أمريكي بدأ مسيرته الفنية سنة 1988.

## الأعمال

### أفلام
- ولد في الرابع من يوليو
- أبطال عاصفة الصحراء

### مسلسلات
- روابط عائلية (1989)
- لاري ساندريس شو (1993)
- إن واي بي دي بلو (2002)
- ممسوس بملاك (2002) (بدور: باز)
- آل سوبرانو (2007)
- كولد كيس (2009)
- هاواي فايف أو (2013)

## روابط خارجية
- دانيال بالدوين على موقع IMDb (الإنجليزية)
- دانيال بالدوين على موقع ألو سيني (الفرنسية)
- دانيال بالدوين على موقع تيرنر كلاسيك موفيز (الإنجليزية)
- دانيال بالدوين على موقع أول موفي (الإنجليزية)
- دانيال بالدوين على موقع قاعدة بيانات الأفلام السويدية (السويدية)
- دانيال بالدوين على موقع إن إن دي بي (الإنجليزية)
- دانيال بالدوين على موقع قاعدة بيانات الفيلم (الإنجليزية)
- دانيال بالدوين على موقع كينوبويسك (الروسية)